# Bonaventura Gazola
Bonaventura Gazola, O.F.M., italijanski duhovnik, škof in kardinal, * 21. april 1744, Piacenza, † 29. januar 1832, Montefiascone.

## Življenjepis
4. aprila 1767 je prejel duhovniško posvečenje.
1. junija 1795 je bil imenovan za škofa Cervie; škofovsko posvečenje je prejel 7. junija istega leta.
Leta 1814 je postal apostolski administrator Montefiasconeja, dokler ni bil 21. februar]a 1820 imenovan za škofa.
3. maja 1824 je bil povzdignjen v kardinala in imenovan za kardinal-duhovnika S. Bartolomeo all'Isola.
Umrl je 29. januarja 1832.